# João Luís Ricardo

João Luís Ricado.

João Luis Ricardo da Silva (Vendas Novas, 21 de março de 1875 — Cascais, 1 de janeiro de 1929) foi um médico, militar e político português responsável pelo ministério da
Agricultura. 
Estudou medicina na Escola Médico-Cirúrgica do Porto, tendo-se doutorado em 1900. Ingressou na carreira militar como médico, tendo alcançado os postos de tenente (1916), capitão (1917) e major (1920). Exerceu medicina em Montemor-o-Novo.
Foi diretor de Previdência Social (dezembro de 1917 a 30 de março de 1919), membro do Conselho Central da Federação Nacional das Associações de Socorros Mútuos, administrador-geral do Instituto de Seguros Sociais Obrigatórios e de Previdência Geral (10 de maio de 1919 até 1926), presidente do Conselho de Seguros.
Na política, foi presidente da Comissão Municipal Republicana de Montemor-o-Novo, tendo sido eleito deputado à Assembleia Nacional Constituinte em 1911, ao Congresso (1911–1915; 1919–1921; 1921–1922; 1922–1925; 1925–1926).
Foi nomeado ministro da Agricultura do governo de Alfredo de Sá Cardoso a 3 de janeiro de 1920, tendo sido exonerado a 21 do mesmo mês (não tendo, no entanto, tomado posse), e sendo sempre substituído por José Domingues dos Santos. Entre 8 de março e 26 de junho do mesmo ano, durante o governo liderado por António Maria Baptista e, posteriormente, por José Ramos Preto, foi novamente ministro da Agricultura, tendo desta feita exercido efetivamente funções.